# حادثه آکه‌بونوتی

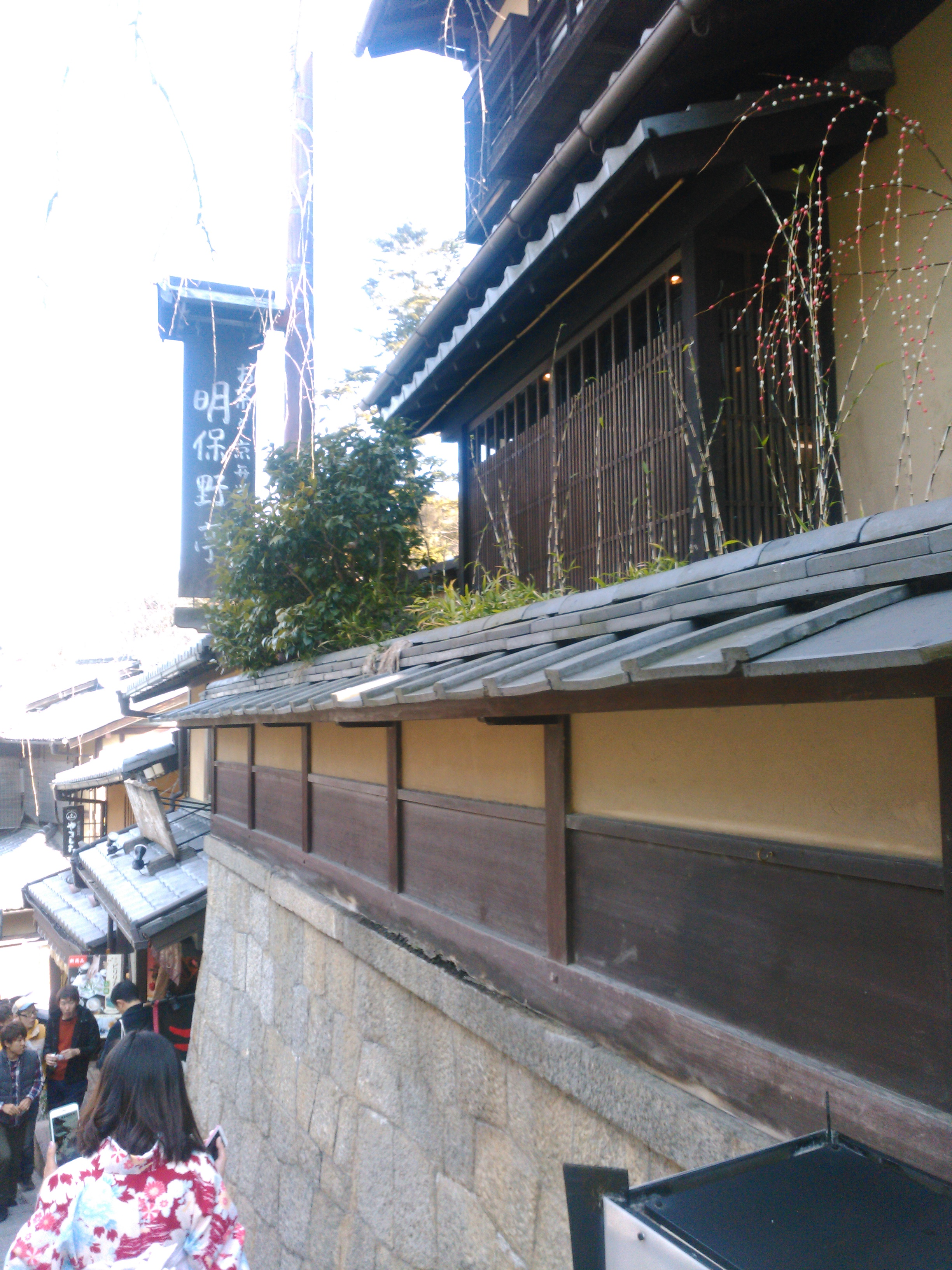
آکبونوتی فعلی (بخش هیگاشیاما، شهر کیوتو)

حادثه آکه‌بونوتی (به ژاپنی: 明保野亭事件 あけぼのていじけん)، در ۱۳ ژوئیه ۱۸۶۴ در کیوتو در پایان دوره ادو (پایان شوگون‌سالاری توکوگاوا)، حادثه‌ای رخ داد که در آن یک سامورایی اهل قلمرو توسا در ارتباط با فعالیت‌های شینسنگومی مورد حمله قرار گرفت و مجبور به انجام سپوکو شد و متعاقباً حادثه‌ای سپوکو با دخالت یک سامورایی اهل آیزو رخ داد.

## پیشینه
شینسنگومی که از سوی شوگون‌سالاری ادو مأمور جستجوی بقایای حادثه ایکِه‌دایا شده بود، اطلاعاتی دریافت کرد مبنی بر اینکه یک سامورایی قلمرو چوشو در رستوران «آکِبونوتِی» در هیگاشیاما پنهان شده است.
در آن زمان، شینسنگومی به دلیل تلفات زیاد در حادثه ایکِه‌دایا از قلمرو آیزو نیروی کمکی دریافت کرده بود. در ۱۰ ژوئن، ۲۰ مرد، شامل ۱۵ عضو شینسنگومی به رهبری تاکدا کانریوسای و ۵ سامورایی آیزو، برای جستجوی این سامورایی اعزام شدند. وقتی آنها وارد آکِبونوتِی شدند، یک سامورایی در اتاق نشیمن سعی کرد فرار کند، بنابراین شیبا تسوکاسا، سامورایی آیزو، او را تعقیب کرد و در باغ گیر انداخت و با نیزه دستی به پشت او زد و از پشت زخمی شد. بلافاصله پس از آن، سامورایی گفت: «من سامورایی نیستم، من آسادا توکیتارو هستم (بعضی‌ها می‌گویند توکیجیرو)» و پس از تأیید هویتش، او را آزاد کردند و آسادا توکیتارو را به اقامتگاه قلمرو توسا بردند.
پس از پرس‌وجو از قبیله آیزو، آنها تصمیم گرفتند که عمل شیبا مشروع بوده و مشکلی وجود ندارد و یک پزشک و پیک را به اقامتگاه قلمرو توسا فرستادند تا همدردی خود را ابراز کنند، فقط برای اطمینان. با این حال، قلمرو توسا، آسادا را به دلیل عدم معرفی اولیه خود مقصر دانست و رسماً موضع خود را برای رسیدگی مسالمت‌آمیز به این موضوع اتخاذ کرد. با این حال، روز بعد، یازدهم، قلمرو توسا، آسادا را به دلیل «آمادگی نداشتن برای بوشیدو یا اصول رفتاری سامورایی» به دلیل تلاش برای فرار از صحنه و زخمی شدن در پشت که برای یک سامورایی نامناسب بود، توبیخ کرد و او را مجبور به انجام سپوکو کرد که اوضاع را تغییر داد.
در آن زمان، قلمرو توسا از اتحاد دربار امپراتوری و شوگون‌سالاری تحت سیاست یامائوچی تویوشیگه حمایت می‌کردند و رابطه خوبی با خاندان آیزو داشتند، اما نیروهایی نیز در درون خاندان وجود داشتند که برای سرنگونی شوگون‌سالاری توطئه می‌کردند، مانند کینوتوی توسا. برخی از سامورایی‌های خاندان توسا علیه شمشیربازی سامورایی‌های خاندان آیزو و سپوکوی آسادا که در این زمان رخ داد، شورش کردند، زیرا معتقد بودند که با خاندان توسا ناعادلانه رفتار شده است و برخی حتی خواستار انتقام از شینسنگومی و خاندان آیزو شدند. یامائوچی قادر به سرکوب خواسته‌های تندروهای درون خاندان نبود و اوضاع تهدید می‌کرد که به درگیری بین آیزو و توسا تبدیل شود.
ماتسودایرا کاتاموری، ارباب آیزو، برای مقابله با این وضعیت تلاش می‌کرد. او به عنوان شوگوشوکوی کیوتو، نمی‌توانست با جنگ با سایر خاندان‌ها، صلح کیوتو را مختل کند. از سوی دیگر، تنها راه برای حفظ آبروی خاندان توسا و حل و فصل اوضاع، اعدام شیبا به عنوان مجازات هر دو طرف بود، اما وقتی تصمیم گرفته شد که این جرم موجه است، هیچ توجیهی برای دستور دادن به شیبا برای انجام سپوکو وجود نداشت، بنابراین این امر غیرممکن بود.
شیبا با شنیدن رنج ارباب، پس از مشورت با برادرش، تصمیم گرفت با انجام داوطلبانه سپوکو، قلمرو را از این مخمصه نجات دهد. در نهایت، شیبا در روز دوازدهم با کمک برادرش سپوکو انجام داد و از درگیری بین قلمروهای آیزو و توسا جلوگیری شد. علاوه بر سامورایی‌های آیزو، اعضای شینسنگومی نیز در مراسم تشییع جنازه شیبا برای سوگواری مرگ او شرکت کردند. او در معبد کونکای-کومیوجی در کیوتو به خاک سپرده شده است.